# Анаконда (Монтана)
Анаконда (англ. Anaconda) — місто (англ. city) в США, адміністративний центр округу Дір-Лодж штату Монтана. Населення — 9421 особа (2020).

## Географія
Анаконда розташована e південно-західній частині штату у восьми кілометрах від Континентального вододілу. Місто розташоване в Скелястих горах, його висота над рівнем моря коливається від 1590 до 1650 метрів, а оточують Анаконду піки до 3160 метрів. Максимальна температура — +38 ° С в липні 1994 року, мінімальна — −39 ° С в грудні 1983 року.
Анаконда розташована за координатами 46°5′57″ пн. ш. 113°8′21″ зх. д. / 46.09917° пн. ш. 113.13917° зх. д. (46.099059, -113.139108).  За даними Бюро перепису населення США в 2010 році місто мало площу 1919,70 км², з яких 1907,61 км² — суходіл та 12,10 км² — водойми.

### Клімат
| Клімат : Анаконда                  | Клімат : Анаконда | Клімат : Анаконда | Клімат : Анаконда | Клімат : Анаконда | Клімат : Анаконда | Клімат : Анаконда | Клімат : Анаконда | Клімат : Анаконда | Клімат : Анаконда | Клімат : Анаконда | Клімат : Анаконда | Клімат : Анаконда | Клімат : Анаконда |
| Показник                           | Січ.              | Лют.              | Бер.              | Квіт.             | Трав.             | Черв.             | Лип.              | Серп.             | Вер.              | Жовт.             | Лист.             | Груд.             | Рік               |
| Абсолютний максимум, °C            | 15,6              | 18,3              | 21,7              | 28,3              | 31,7              | 35,0              | 37,8              | 36,7              | 35,0              | 31,1              | 21,7              | 15,6              | 37,8              |
| Середній максимум, °C              | 1,8               | 4,4               | 8,1               | 12,9              | 17,9              | 22,7              | 26,9              | 26,9              | 21,2              | 14,7              | 5,8               | 1,6               | 13,8              |
| Середня температура, °C            | −4,3              | −2,1              | 1,3               | 5,4               | 10,0              | 14,3              | 17,6              | 17,4              | 12,3              | 6,8               | −0,4              | −4,4              | 6,2               |
| Середній мінімум, °C               | −10,5             | −8,6              | −5,5              | −2,1              | 2,1               | 5,9               | 8,2               | 7,9               | 3,3               | −1,1              | −6,6              | −10,5             | −1,4              |
| Абсолютний мінімум, °C             | −33,3             | −37,2             | −24,4             | −15,6             | −8,3              | −2,8              | −1,1              | −3,9              | −11,1             | −22,8             | −30               | −38,9             | −38,9             |
| Норма опадів, мм                   | 15                | 12                | 26                | 30                | 47                | 49                | 36                | 37                | 29                | 21                | 21                | 16                | 339               |
| ---------------------------------- | ----------------- | ----------------- | ----------------- | ----------------- | ----------------- | ----------------- | ----------------- | ----------------- | ----------------- | ----------------- | ----------------- | ----------------- | ----------------- |
| Джерело: NOAA (normals, 1971–2000) |                   |                   |                   |                   |                   |                   |                   |                   |                   |                   |                   |                   |                   |

## Демографія

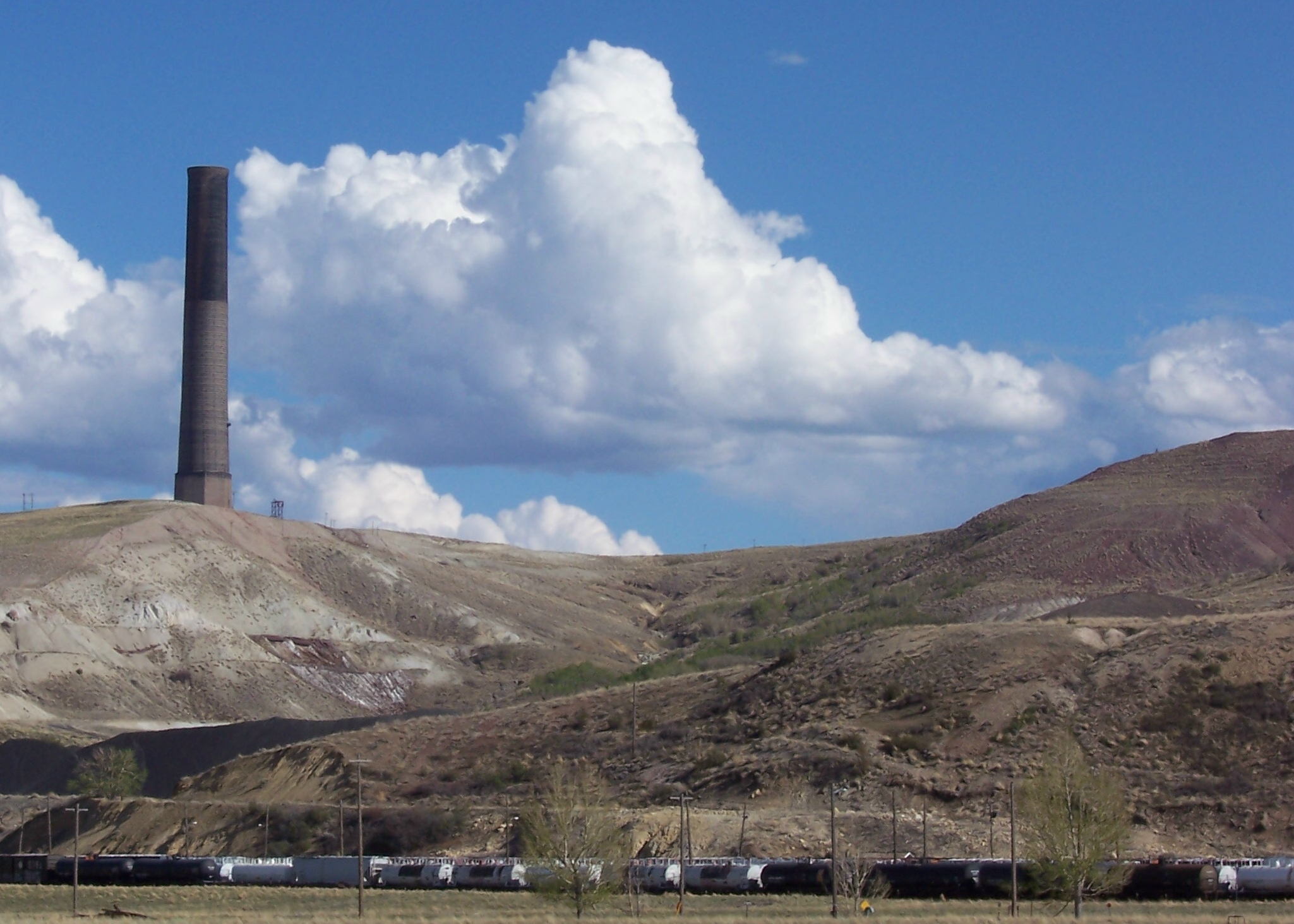
Димова труба Анаконди

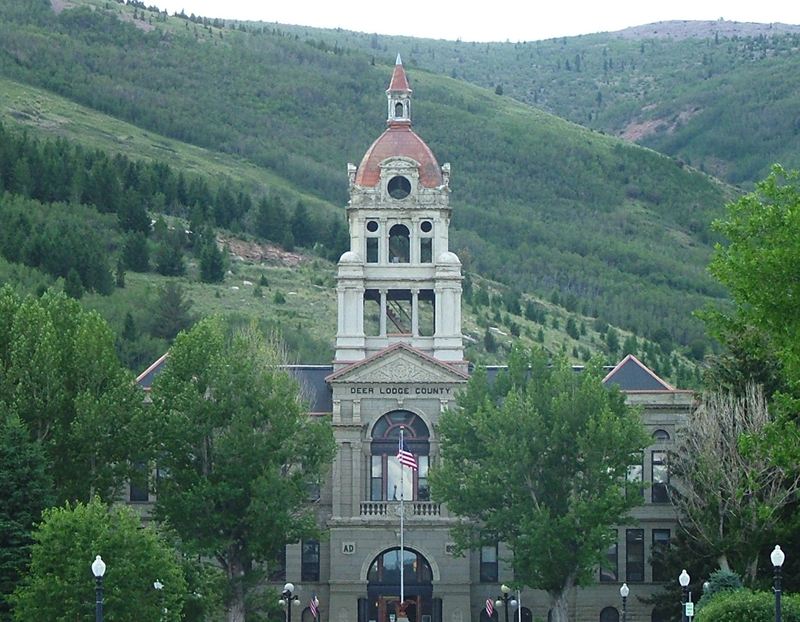
Будівля окружного суду

Згідно з переписом 2010 року, у селищі мешкало 9298 осіб у 4018 домогосподарствах у складі 2350 родин. Густота населення становила 5 осіб/км².  Було 5122 помешкання (3/км²).
Расовий склад населення:
| - 93,1 % — білих - 3,1 % — корінних американців - 0,4 % — чорних або афроамериканців - 0,3 % — азіатів |

До двох чи більше рас належало 2,5 %. Частка іспаномовних становила 2,9 % від усіх жителів.
За віковим діапазоном населення розподілялося таким чином: 18,9 % — особи молодші 18 років, 61,9 % — особи у віці 18—64 років, 19,2 % — особи у віці 65 років та старші. Медіана віку мешканця становила 46,0 року. На 100 осіб жіночої статі у селищі припадало 112,4 чоловіків;  на 100 жінок у віці від 18 років та старших — 113,4 чоловіків також старших 18 років.
Середній дохід на одне домашнє господарство  становив 51 502 долари США (медіана — 39 399), а середній дохід на одну сім'ю — 69 199 доларів (медіана — 55 146). Медіана доходів становила 38 504 долари для чоловіків та 31 216 доларів для жінок. За межею бідності перебувало 17,3 % осіб, у тому числі 26,5 % дітей у віці до 18 років та 5,9 % осіб у віці 65 років та старших.
Цивільне працевлаштоване населення становило 3834 особи. Основні галузі зайнятості: освіта, охорона здоров'я та соціальна допомога — 33,8 %, мистецтво, розваги та відпочинок — 12,8 %, публічна адміністрація — 12,3 %.
Центральна вулиця Анаконди

## Пам'ятки
- Будівля окружного суду.

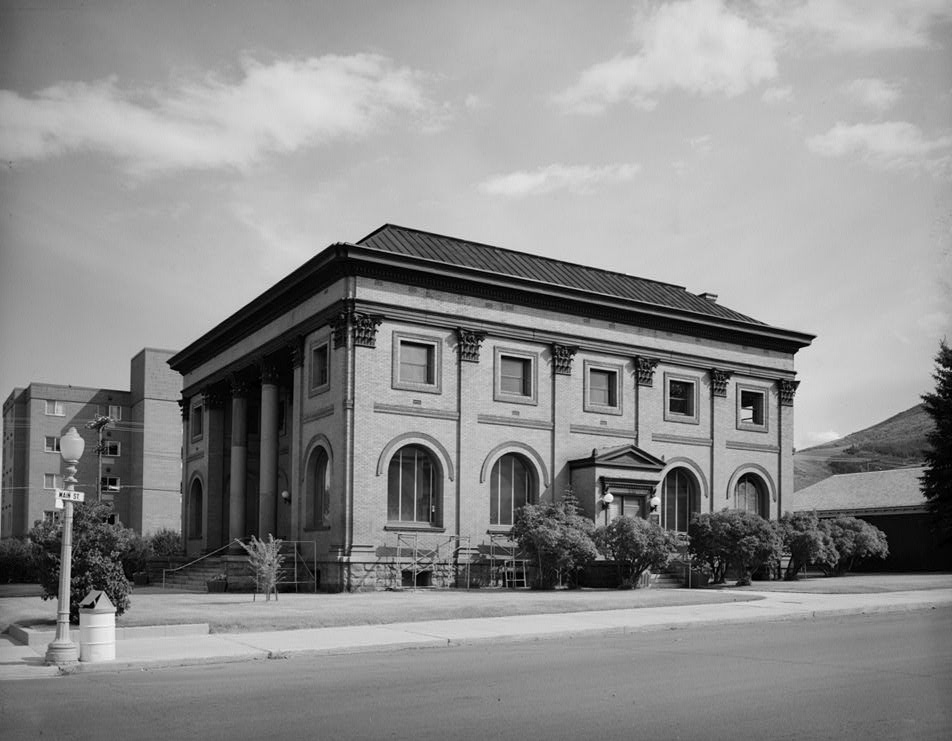
Бібліотека «Херст-Фрі»

- Бібліотека «Херст-Фрі» (побудована 1898 року[9]).
- Клуб «Модерні».
- Музей «Коппер-Вілладж»[10].
- Театр «Уошо» (відкритий 1936 року).
- Димова труба Анаконди — найвища цегляна споруда у світі (178 метрів, зведена 1919 року).